# برهوت سفید
برهوت سفید (انگلیسی: White Wilderness) فیلمی مستند به کارگردانی جیمز آلگار است که در سال ۱۹۵۸ منتشر شد.